# Bit kaznenog djela
Bit kaznenog djela (lat. actus reus) predstavlja skup obilježja pojedinog kaznenog djela tj. sadrži ono što je tipično za neko kazneno djelo. Ta obilježja svakog kaznenog djela nalazimo u posebnom dijelu kaznenog zakona. Slični pojmovi su "zakonski opis kaznenog djela" i "predviđenost djela u kaznenom zakonu", zbog čega neki autori koriste te nazive pri određivanju kaznenog djela u formalnom smislu. Također, neki ga ne smatraju zasebnom pretpostavkom kažnjivosti pa ga podvode pod pojam protupravnosti.